# 아즈다 페칸
아즈다 페칸(Ajda Pekkan, 1946년 2월 12일 ~ )은 튀르키예의 싱어송라이터, 배우이다. 50년 이상 활동하며 20장 이상의 앨범을 발매했으며, 앨범은 전 세계에서 총합 4200만 이상의 판매고를 올렸다. 세젠 악수와 함께 터키를 대표하는 여자 가수로 여겨진다. 1980 유로비전 송 콘테스트에 터키 대표로 참가했다.
모국어인 튀르키예어 외에 영어, 프랑스어에도 유창하다. 1998년 터키 문화부로부터 "국가 예술가"(Devlet Sanatçısı) 타이틀을 수여받았으며, 2013년에는 프랑스 정부로부터 문화예술공로훈장(Ordre des Arts et des Lettres)을 수여받았다.

## 음반 목록
- Ajda Pekkan (1968)
- Fecri Ebcioğlu Sunar: Ajda Pekkan (1969)
- Ajda Pekkan Vol. III (1972)
- Süperstar (1977)
- Pour Lui (1978)
- Süperstar II (1979)
- Sen Mutlu Ol (1981)
- Sevdim Seni (1982)
- Süperstar III (1983)
- Ajda Pekkan ve Beş Yıl Önce On Yıl Sonra (1985)
- Süperstar IV (1987)
- Ajda 90 (1990)
- Seni Seçtim (1991)
- Ajda 93 (1993)
- Ajda Pekkan (1996)
- Cool Kadın (2006)
- Aynen Öyle (2008)
- Farkın Bu (2011)
- Ajda Pekkan & Muazzez Abacı (2014)

## 같이 보기
- 대중음악의 별명 목록